# Смит, Скотт (писатель)
Скотт Бектел Смит (англ. Scott Bechtel Smith; род. 13 июля 1965) — американский писатель и сценарист, автор романов ужасов, триллеров. За сценарий к экранизации своего романа «Простой план» в 1998 году был одним из претендентов на премию «Оскара» за лучший сценарий.

## Биография
Скотт Смит родился в городе Саммит, штат Нью-Джерси, США 13 июля 1965 года. После окончания средней школы учился в Дартмутском колледже, позднее в Колумбийском университете. Признание получил после публикации своего первого романа-триллера «Простой план» в 1993 году. Позже ему предложили экранизировать этот роман и написать к нему сценарий. Фильм вышел на экраны в 1998 году и получил в целом положительную реакцию критиков, за сценарий к фильму Скотт Смит номинировался на премию «Оскар» за лучший сценарий. В 2006 году вышла его другая книга — роман ужасов «Руины», которая тоже была экранизирована в 2008 году. Сценарий фильма также написал Скотт Смит. По словам Стивена Кинга является одним из лучших писателей в жанре триллера и ужасов. Скотт Смит живёт в Нью-Йорке.